# Galilea

Mappa della Galilea

La Galilea (in ebraico הַגָּלִיל‎?, ha-Galíl; in arabo الجليل‎?, al-Jalîl; lett. "il circondario"; in latino Galilaea; in greco antico Γαλιλαία, Galilaia) è una regione storica del Vicino Oriente, oggi situata tra Israele e il Libano.

## Geografia
La Galilea è delimitata a est dal fiume Giordano, che in questo tratto forma il lago di Tiberiade, detto anche lago di Genezaret o mare di Galilea, e a ovest dal mar Mediterraneo.
La Galilea è in gran parte occupata da colline e bassi monti; la cima più alta, il monte Meron (1208 m), nel nordest della regione, è anche la cima più alta d'Israele entro i confini internazionalmente riconosciuti.
Il clima della Galilea, che rientra nel quadro dei climi mediterranei, è mite e sufficientemente piovoso (900-1200 mm annui).

## Storia
Al tempo della conquista della terra da parte del popolo di Israele che era uscito dall'Egitto, s'insediarono in questa regione le tribù di Dan, Zabulon, Issachar, Neftali; esse in genere non scacciarono i popoli cananei locali, limitandosi a sottometterli in modo variabile, con particolare difficoltà nel caso degli amorrei (Giudici 1,30-36).
La Galilea dei tempi biblici confinava con la Fenicia (a nord), con la Samaria (a sud), con la Gaulantide (a nordest), con la Decapoli (a est).
Dopo la conquista della Palestina da parte di Pompeo, la Galilea entrò a far parte del protettorato romano di Giudea. Dopo la morte di Erode il Grande, il suo regno fu diviso fra i suoi tre figli e la Galilea fu assegnata a Erode Antipa.
La Galilea è nota ai cristiani poiché in un suo villaggio, Nazaret, secondo i Vangeli crebbe Gesù (nato però a Betlemme). Al tempo di Gesù la regione era abitata da popolazioni ebraiche che, agli occhi dell'ortodossia giudaica di Gerusalemme, si erano "contaminate" con i popoli vicini di religione pagana.
La città di Zippori (o Sepphoris), distrutta nel 4 a.C. e ricostruita nell'anno 1 d.C. con il nuovo nome di Autocratis, divenne capitale della Galilea sotto Nerone e nel II secolo confermò la sua fedeltà a Roma cambiando ancora una volta il suo nome in Diocaesarea.
Intorno al 638 la Galilea fu conquistata dagli Arabi, che la inclusero amministrativamente nella Giordania (Jund al-῾Urdunn). Quando con la Prima Crociata gli eserciti cristiani strapparono Gerusalemme agli arabi (1099), anche la Galilea divenne uno stato vassallo del nuovo regno di Gerusalemme con il nome di Principato di Galilea e capitale Tiberiade. Gli arabi riconquistarono la Galilea con Saladino nel 1187 e la mantennero per secoli, tranne per una breve parentesi cristiana tra il 1240 e il 1247.
Nel 1516 la Galilea fu conquistata dagli Ottomani e rimase nell'Impero ottomano fino alla Prima Guerra Mondiale.

## Territorio

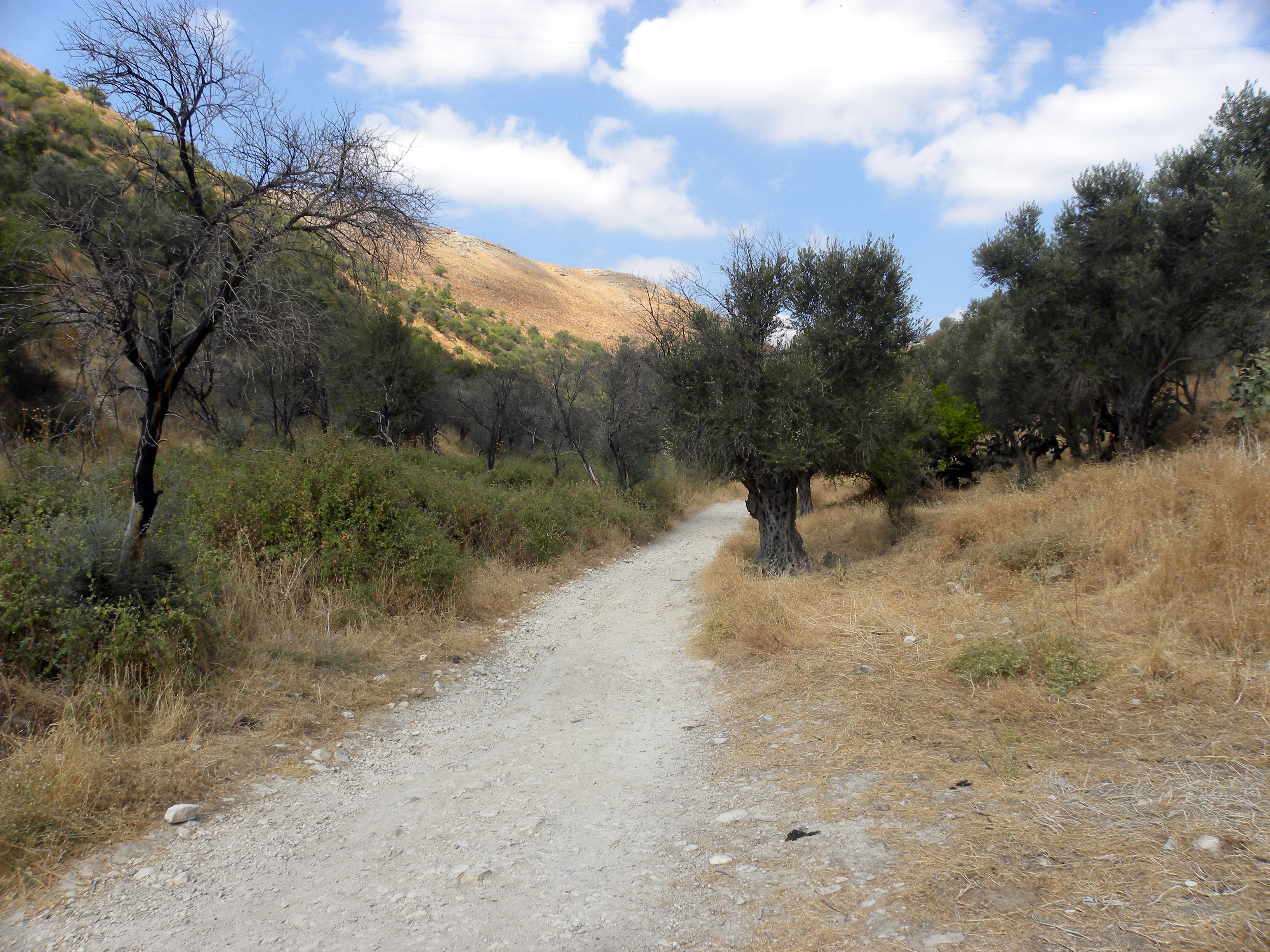
Vecchia strada sterrata della Galilea tra Rosh Pina e Safad.

Al tempo di Nerone (nel 66-67), la Galilea era divisa in superiore e inferiore. Si trovava compresa tra la Fenicia e la Siria; a occidente confinava con il territorio di Tolemaide e con il monte Carmelo, un tempo appartenuto ai Galilei e ora agli abitanti di Tiro. Nelle sue vicinanze si trovava Gaba, città così chiamata perché vi si insediarono i cavalieri congedati dal re Erode. Nella parte meridionale, confina con la Samaritide e con Scitopoli fino al corso del Giordano. Verso oriente è delimitata dai territori di Hippos, di Gadara e dalla Gaulanitide, ove troviamo anche i confini del regno di Erode Agrippa II. La parte settentrionale confina con la città di Tiro.
La Galilea inferiore si estendeva da est a ovest, da Tiberiade a Chabulon, vicino a Tolemaide sulla costa; da sud a nord, da un villaggio sito nella Grande Pianura, di nome Xaloth, fino a Bersabe, dove ha anche inizio la Galilea superiore che arriva fino al villaggio di Baca e che segna anche il confine con il territorio dei Tiri. La Galilea superiore si estende da est a ovest, dal villaggio di Tella vicino al Giordano, fino a Meroth.
(Giuseppe Flavio, La guerra giudaica, III, 3.2.)
E pur essendo meno estesa della Perea aveva rendimenti superiori in agricoltura.

## Città
Cittadine della Galilea menzionate nei Vangeli:
- Tiberiade, sull'omonimo lago
- Betsaida, sul lago
- Cafarnao, sul lago
- Cana
- Nazaret
- Nain
- Corazin

## Disprezzo per i Galilei
Nell'antichità gli Ebrei della Giudea, centro della religione e della cultura ebraica, nutrivano disprezzo per gli abitanti della Galilea. Secondo la voce della Jewish Encyclopedia, i Galilei sono ricordati soprattutto per la loro cattiva pronuncia (vedi anche Matteo 26,73): confondevano le lettere ajin e aleph, e in genere le gutturali, al punto che non veniva fatta alcuna distinzione di pronuncia tra parole come 'amar (= "ḥamor", noi), ḥamar (vino), 'amar (indumento), emar (agnello). Per questo ai Galilei non era permesso leggere le preghiere pubbliche in Giudea.
In Giovanni 7,52, un gruppo di Farisei obietta che nessun profeta può provenire dalla Galilea. Come è evidenziato anche nel Talmud, i maggiorenti di Gerusalemme e di tutta la Giudea ritenevano ignoranti, rozzi, e persino barbari, gli uomini delle regioni rurali e arretrate della Galilea.